# SportsML
SportsML ist ein speziell auf Sportnachrichten angepasstes XML-Format. Das Format wurde im Hinblick auf verschiedene Charakteristika von Sportspielen / Turnieren wie Spielpläne, Statistiken, Punktestand usw. entwickelt. SportsML wurde von der 1965 gegründeten International Press Telecommunications Council (IPTC) entwickelt. Eine XML-Instanz von SportsML kann entweder alleinstehend übermittelt werden, oder sie kann einen Teil eines NewsML-Paketes darstellen.

## Beispiel
```
 
<sports-event>

  
<event-metadata
 
event-status=
"post-event"
/>

  
<team>

   
<team-metadata>

    
<name
 
first=
"New York"
 
last=
"Mets"
/>

   
</team-metadata>

   
<team-stats
 
score=
"4"
 
event-outcome=
"win"
/>

  
</team>

  
<team>

   
<team-metadata>

    
<name
 
first=
"Atlanta"
 
last=
"Braves"
/>

   
</team-metadata>

   
<team-stats
 
score=
"2"
 
event-outcome=
"loss"
/>

  
</team>

 
</sports-event>

```